# Sampling (archeologia)
Sampling, sampling probabilistyczny – technika prowadzenia badań powierzchniowych. Przedmiotem badań są fragmenty rejonu, na których prowadzi się szczegółowe badania.
W przypadku kiedy zachodzi konieczność szybkiego przeprowadzenia badań i równocześnie brakuje środków finansowych lub czasu, archeolodzy decydują się na zastosowanie tego rodzaju badań.
Jest to jedna z niedestrukcyjnych metod w archeologii.
Sampling, a właściwie sampling probabilistyczny, zakłada zastosowanie metod statystycznych (teorii prawdopodobieństwa). Uzyskane wyniki są podstawą do wyciągnięcia ogólnych wniosków na temat całego objętego badaniami rejonu.
Wyróżnia się kilka rodzajów metod samplingu probabilistycznego, odpowiadających metodom doboru próby statystycznej:
- Prosta próba losowa – jest to najprostsza metoda samplingu. Na początku wyznaczamy granice badanego rejonu lub stanowiska. Należy określić jaka część terenu zostanie poddana badaniu i dobrać rozmiary poszczególnych kwadratów, które staną się jednostką dalszych badań. Następnie mapa zostaje podzielona na numerowaną siatkę, zgodnie z wielkością kwadratów. Ostatnia czynność przed badaniami to losowy wybór obszarów, które będą badane szczegółowo. Wadą prostej próby losowej jest możliwość nierównomiernego rozkładu kwadratów w niektórych rejonach mogą wystąpić ich skupiska, podczas gdy inne pozostaną puste.

- Warstwowa próba losowa – badany obszar dzielony jest na strefy (np pola orne, las itd), a opisana powyżej procedura wyboru losowego przebiega w obrębie stref z tym, że ilość kwadratów w poszczególnych strefach jest proporcjonalna do ich powierzchni. Zakładając, że pola orne zajmują 30% terenu, powinno się na nich znaleźć 30% ogólnej liczby kwadratów.

- Próba systematyczna – w tym przypadku kwadraty przeznaczone do prospekcji są rozmieszczone równomiernie w obrębie siatki. Wadą  próby systematycznej jest możliwość znalezienia lub pominięcia wszystkich śladów, które kiedyś też zostały równomiernie rozmieszczone, a uzyskane dane zafałszują  obraz przy próbach generalizacji rezultatów.

- Warstwowa, systematyczna próba nieliniowa – jest kombinacją poprzednio omówionych metod. Pozwala uniknąć niebezpieczeństw wynikających z zastosowania próby systematycznej. Przykładem jej zastosowania może być podzielenie powierzchni stanowiska na bloki, czyli strefy złożone z kilku kwadratów a następnie wybór do dalszych badań, drogą losową jednego kwadratu z każdego bloku.

Sampling w archeologii jest metodą kontrowersyjną. Daje dobre rezultaty w przypadku szacowania liczby stanowisk. Nie sprawdza się natomiast w przypadku prób rekonstrukcji sieci osadniczej. Zastosowanie tej techniki grozi również pominięciem wielu stanowisk.  
Przykładem zastosowania samplingu na dużą skalę, są badania brytyjskich archeologów na greckiej wyspie Melos.